# Premis Ondas 1983
Els Premis Ondas 1983 van ser la trentena edició dels Premis Ondas, atorgats el 1983 per primer cop amb la participació de la Unió Europea de Radiodifusió (EBU), el que implica que a partir d'ara tots els programes han de presentar-se a concurs i han de formar part de les programacions habituals de llurs cadenes. En aquesta edició es diferencien les categories: Premis Nacionals de ràdio, nacionals de televisió, internacionals de ràdio i internacionals de televisió.

## Nacionals de ràdio
- Carrusel deportivo de la cadena SER

## Nacionals de televisió
- Vivir cada día de TVE

## Internacionals de ràdio
- Acústica Internacional/Radio Hörtext 16, ARD/SFB
- Radio Active, BBC Radio 4
- Psycho-Test, Ràdio Montecarlo
- Les Grosses Têtes, RTL Télé Lëtzebuerg

## Internacionals de televisió
- ABC News Closeup: Vietnam Requiem, American Broadcasting Company
- Le Grand Échiquier, Antenne 2
- Due di tutto, RAI
- Moinhos de vento, Rede Globo